# 14e cérémonie des Magritte du cinéma
La 14e cérémonie des Magritte du cinéma, organisée par l'Académie André Delvaux, se déroule le 22 février 2025. La cérémonie se tient pour la première fois à Flagey. Elle est présentée par Charline Vanhoenacker et présidée par Déborah François. Elle récompense les films sortis en Belgique en 2024.
La cérémonie est diffusée sur le platform Auvio de la RTBF.
Les nominations sont annoncées en janvier 2025 : le film La nuit se traîne de Michiel Blanchart reçoit onze nominations,.
Le film La nuit se traîne de Michiel Blanchart remporte dix récompenses dont celles du meilleur film, du meilleur premier film, du meilleur réalisateur et du meilleur scénario original ou adaptation,,.

## Présentateurs et intervenants
- Présentatrice : Charlene Vanhoenacker
- Présidente : Deborah François

## Palmarès

### Meilleur film
- La nuit se traîne de Michiel Blanchart
  - Amal : Un esprit libre de Jawad Rhalib
  - Il pleut dans la maison de Paloma Sermon-Daï
  - Quitter la nuit de Delphine Girard
  - Une part manquante de Guillaume Senez

### Meilleur premier film
- La nuit se traîne de Michiel Blanchart
  - Il pleut dans la maison de Paloma Sermon-Daï
  - Quitter la nuit de Delphine Girard
  - Camping du lac de Éléonore Saintagnan

### Meilleure réalisation
- Michiel Blanchart pour La nuit se traîne
  - Jawad Rhalib pour Amal : Un esprit libre
  - Paloma Sermon-Daï pour Il pleut dans la maison
  - Delphine Girard pour Quitter la nuit

### Meilleur film flamand
- Julie se tait (Julie zwijgt) de Leonardo Van Dijl
  - Here de Bas Devos
  - Skunk de Koen Mortier (nl)
  - Young Hearts de Anthony Schatteman (nl)

### Meilleur film étranger en coproduction
- La Plus Précieuse des marchandises de Michel Hazanavicius
  - Animale de Emma Benestan
  - Moi, capitaine (Io capitano) de Matteo Garrone
  - Sauvages ! de Claude Barras

### Meilleur scénario original ou adaptation
- Michiel Blanchart pour La nuit se traîne
  - Jawad Rhalib, David Lambert et Chloé Léonil pour Amal : Un esprit libre
  - Xavier Seron pour Chiennes de vies
  - Delphine Girard pour Quitter la nuit

### Meilleur long métrage documentaire
- Les miennes de Samira El Mouzghibati
  - En attendant Zorro de Sarah Moon Howe
  - Mea culpa de Patrick Tass
  - Sauve qui peut de Alexe Poukine

### Meilleure actrice
- Lubna Azabal pour Amal : Un esprit libre
  - Selma Alaoui pour Quitter la nuit
  - Veerle Baetens pour Quitter la nuit
  - Émilie Dequenne pour TKT

### Meilleur acteur
- Arieh Worthalter pour Chiennes de vies
  - Jean-Jacques Rausin pour Chiennes de vies
  - Benoît Poelvoorde pour L'Art d'être heureux
  - Bouli Lanners pour Une affaire de principe

### Meilleure actrice dans un second rôle
- Louise Manteau pour Il pleut dans la maison
  - Catherine Salée pour Amal : Un esprit libre
  - Claire Bodson pour Julie se tait (Julie zwijgt)

### Meilleur acteur dans un second rôle
- Jonas Bloquet pour La nuit se traîne
  - Fabrizio Rongione pour Amal : Un esprit libre
  - Benoît Poelvoorde pour L'Amour ouf
  - Thomas Mustin pour La nuit se traîne

### Meilleur espoir féminin
- Purdey Lombet pour Il pleut dans la maison
  - Kenza Benboutcha pour Amal : Un esprit libre
  - Mara Taquin pour Chiennes de vies
  - Tessa Van den Broeck pour Julie se tait (Julie zwijgt)

### Meilleur espoir masculin
- Makenzy Lombet pour Il pleut dans la maison
  - Amine Hamidou pour Amal : Un esprit libre
  - Mehdy Khachachi pour Amal : Un esprit libre
  - Lou Goossens pour Young Hearts

### Meilleure image
- Sylvestre Vannoorenberghe pour La nuit se traîne
  - Frédéric Noirhomme pour Il pleut dans la maison
  - Juliette Van Dormael pour Quitter la nuit

### Meilleur son
- David Vranken, David Gillain, Joey Van Impe, Thibaud Rie, Fabrice Grizard, Antoine Wattier et Vincent Gregorio pour La nuit se traîne
  - Marie Paulus, Valérie Le Docte et Philippe Charbonnel pour Chiennes de vies
  - Nicolas Paturle, Virginie Messiaen, Franco Piscopo et Olivier Thys pour Une part manquante

### Meilleurs décors
- Catherine Cosme pour La nuit se traîne
  - Ladys Oliviera Silva pour Il pleut dans la maison
  - Ève Martin pour Quitter la nuit

### Meilleurs costumes
- Isabel Van Renterghem pour La nuit se traîne
  - Julie Lebrun pour Une part manquante
  - Élise Abraham et Manon Golembieski pour Chiennes de vies

### Meilleure musique originale
- Frédéric Vercheval pour Green Border
- Charles De Ville et Nelly Tungang pour Sauvages !
  - Casimir Liberski (nl) pour L'Art d'être heureux

### Meilleur montage
- Matthieu Jamet-Louis pour La nuit se traîne
  - Damien Keyeux pour Quitter la nuit
  - Julie Brenta pour Une part manquante

### Meilleur court-métrage de fiction
- Eldorado de Mathieu Volpe
  - Assoiffé de Lisa Sallustio
  - Baisse les yeux de Marie Chauderlot
  - Un invincible été de Arnaud Dufeys

### Meilleur court-métrage d'animation
- En mille pétales de Louise Bongartz
  - Les oiseaux de Christel Hortz
  - Muscle masqué dans : ferraille pagaille de Nicolas Gemoets
  - Tête en l'air de Rémi Durin

### Meilleur court-métrage documentaire
- Les vivant·es de Inès Rabadán
  - Crushed de Camille Vigny
  - Irréprochables de Flore Mercier, Sophie Breyer et Angèle Bardoux
  - Les rengaines de Pablo Guarise

### Magritte d'honneur
- Gilles Lelouche